# شاهين مكاريوس
شاهين بن مَكَارْيُوس (1269 - 1328 هـ / 1853 - 1910 م) هو مؤرخ وصحافي وشاعر ، من أهل لبنان.
ولد في بلدة إبل السقي (مرجعيون - جنوبي لبنان)، ومات في حلوان و دفن في القاهرة. كان إلى جانب يعقوب صروف وفارس نمر ، من مؤسسي جريدة المقطم.

## آثاره
من آثاره:
- «تاريخ إيران» - 1890 م.
- «السمير في السفر والأنيس في الحضر» - 1895 م.
- «الحقائق الأصلية في تاريخ الماسونية العلمية» - 1897 م.
- «تاريخ الإسرائيليين» - 1904 م.[9]